# 天主教塞勒姆教區
天主教塞勒姆教區（拉丁語：Dioecesis Salemensis）是印度一個羅馬天主教教區，屬本地治里暨古德洛爾總教區。
教區於1930年5月26日成立，管轄泰米爾納德邦北部塞勒姆縣和納馬卡爾縣。教區於2010年時有教友88,576人（佔轄區總人口1.6%）、四十九個堂區和106名司鐸。
教區主教現時出缺，榮休主教為辛加羅揚·塞巴斯蒂亞納潘。